# Eichen- und Buchenwälder in der Göhrde
Die Eichen- und Buchenwälder sind ein Naturschutzgebiet im gemeindefreien Gebiet Göhrde und der Gemeinde Göhrde in der Samtgemeinde Elbtalaue im Landkreis Lüchow-Dannenberg.

## Allgemeines
Das Naturschutzgebiet war zunächst rund 815 Hektar groß. Es umfasst das rund 805 Hektar große FFH-Gebiet „Buchen- und Eichenwälder in der Göhrde (mit Breeser Grund)“. Die bisherigen Naturschutzgebiete „Wälder am Jagdschloss Göhrde“, „Kellerberg“ und „Breeser Grund“ gingen im Naturschutzgebiet „Eichen- und Buchenwälder in der Göhrde“ auf, ebenso ein Teil des Landschaftsschutzgebietes „Elbhöhen-Drawehn“, das das Naturschutzgebiet ansonsten größtenteils umgibt. Das Gebiet steht seit dem 21. Februar 2019 unter Naturschutz. Mit einer im Januar 2021 bekanntgemachten Änderungsverordnung wurde es als Ausgleich für die Löschung des Naturschutzgebietes „Schweinsgrund am Tannen und Lissauer Berge“ auf rund 904 Hektar vergrößert. Mit der Vergrößerung des Naturschutzgebietes gingen weitere Flächen des Landschaftsschutzgebietes „Elbhöhen-Drawehn“ in ihm auf. Zuständige untere Naturschutzbehörde ist der Landkreis Lüchow-Dannenberg.
Das aus vier Teilgebieten bestehende Naturschutzgebiet liegt in der Göhrde im Naturpark Wendland.Elbe. Es stellt Wälder innerhalb des historisch alten Waldgebietes unter Schutz:
- Kellerberg (81 Hektar) im Nordwesten des Gebietes (⊙)
- Röthen Mitte (zunächst 251 Hektar, jetzt 303 Hektar) im Zentrum des Gebietes (⊙)
- Wälder am Jagdschloss Göhrde (zunächst 267 Hektar, jetzt 304 Hektar) (⊙) und
- Breeser Grund (216 Hektar) im Süden des Gebietes (⊙).

## Beschreibung
Die Wälder stocken überwiegend auf trocken-sandigen Standorten der in der Saale-Kaltzeit entstandenen Osthannoverschen Endmoräne. Die Wälder sind als Hainsimsen-Buchenwälder bzw. Drahtschmielen-Buchenwälder und als Eichenwälder auf Sandböden ausgeprägt. Teilweise sind sie aus als Waldweide genutzten Wäldern hervorgegangen. Die Wälder verfügen über einen hohen Alt- und Totholzanteil. Dominierende Baumarten sind Rotbuche, Stieleiche und Traubeneiche. Dazu gesellen sich Sandbirke und Waldkiefer. Die Wälder werden in Teilen ihrer natürlichen Entwicklung überlassen, unter anderem im zwei Hektar großen Naturwaldreservat „Göhrder Eichen“ im Teilgebiet „Breeser Grund“ und im 41 Hektar großen Naturwaldreservat „Ewige Route“ im Teilgebiet „Wälder am Jagdschloss Göhrde“. Außerhalb dieser Reservate werden die Wälder von den Niedersächsischen Landesforsten nach den LÖWE-Grundsätzen (Langfristige ökologische Waldentwicklung) bewirtschaftet. Nicht standorttypische Baumbestände wie reine Fichtenbestände und Beimischungen von Douglasie und Roteiche sollen in naturnahe Laubmischwaldbestände entwickelt werden.

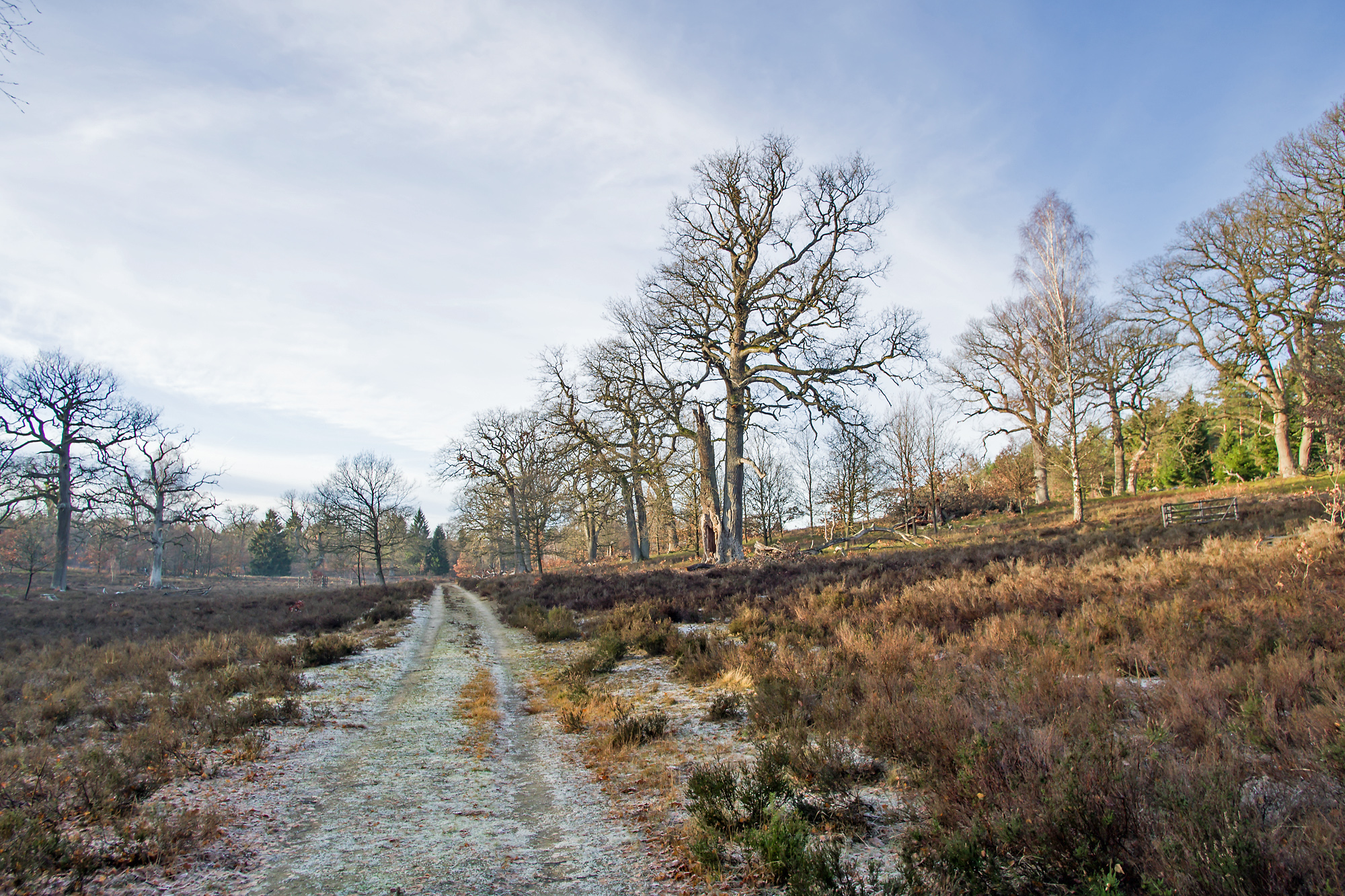
Breeser Grund

In den Teilgebieten „Kellerberg“ und „Breeser Grund“ sind zusammenhängende Heideflächen mit offenen Sandflächen ausgebildet. Hier dominiert die Besenheide. Die Heideflächen sind teils gehölzfrei, teils von Gebüschen und Baumgruppen – insbesondere alte Huteeichen, von denen noch rund 400 Exemplare vorhanden sind – durchsetzt. Sie gehen in oft lichte Eichenwälder über, teilweise mit Heide im Unterwuchs. Im Bereich „Kellerberg“ stocken teilweise sehr alte Bäume, zum Zeitpunkt der Ausweisung des Naturschutzgebietes circa 400 Jahre alte Traubeneichen, über 280 Jahre alte Buchen und mit über 170 Jahren auch sehr alte Moorbirken.
Das Tal des Kateminer Mühlenbachs wird teilweise von extensiv als Mähwiesen genutztem Grünland mit Wiesenschaumkraut, Wiesenfuchsschwanz, Scharfer Hahnenfuß, Kriechender Hahnenfuß, Wiesensauerampfer, Rotschwingel, Honiggras, Kriechender Günsel, Gewöhnliches Ruchgras, Wiesenplatterbse, Gamander-Ehrenpreis, Gewöhnliches Hornkraut, Gänseblümchen, Spitzwegerich, Rotklee und Weiche Trespe geprägt. Der Talraum ist sehr feucht, so dass stellenweise auch seggen- und binsenreiche Feuchtwiesen ausgebildet sind.
Der Bach, der in der Nähe des Jagdschlosses Göhrde entspringt, ist im Naturschutzgebiet begradigt. Er wird von Gehölzen begleitet und durchfließt den von Gehölzen umgebenen Prizessinnenteich als naturnahes Stillgewässer. Ein weiteres Stillgewässer liegt mit dem Großen Suhl im Teilgebiet „Röthen Mitte“. Die Gewässer sind Lebensräume für verschiedene Pflanzen- und Tierarten, darunter Amphibien und zahlreiche Libellen wie z. B. die Fledermaus-Azurjungfer, die am Großen Suhl vorkommt.
Die Wälder sind Lebensraum der Fledermausarten Braunes Langohr, Großes Mausohr, Mopsfledermaus, Große Bartfledermaus und Kleiner Abendsegler sowie verschiedener Vogelarten, darunter Schwarz- und Mittelspecht, Hohltaube und Waldlaubsänger sowie teilweise seltener Käfer wie Eremit, Hirschkäfer, Großer Goldkäfer, Rothalsiger Blütenwalzenkäfer und weitere Alt- und Totholz bewohnende Käferarten. Weiterhin sind Wolf, Fischotter und Biber hier heimisch. Eine Besonderheit ist eine Population von Mauerseglern, die hier in Bäumen brüten.
Die Heideflächen beherbergen verschiedene wärmeliebende Arten wie Blauflügelige Ödlandschrecke, Zauneidechse und Schlingnatter. Weiterhin sind sie Lebensraum verschiedener Nachtfalter, darunter die Heidekraut-Bunteule. Die Heideflächen werden zur Pflege unter anderem zeitweise beweidet und regelmäßig entkusselt.
In Göhrde befindet sich das Naturum Göhrde mit dem 1985 eröffneten Waldmuseum und ein für waldpädagogische Zwecke genutzter Bereich mit einem etwa fünf Kilometer langen Naturlehrpfad und einem Waldlabyrinth.